# خانقین
خانَقین  (به کُردی: خانه‌قین) از شهرهای پرجمعیت استان دیاله در اقلیم کردستان عراق در نزدیکی مرز ایران و با شهرهای قصر شیرین و گیلانغرب در ایران هم مرز است و ارتباط جاده‌ای دارد. مردم خانقین کُرد هستند و به زبان کردی کلهری تکلم می‌کنند.[۱] این شهر پیوندهای عمیقی از نظر فرهنگی و گویش با شهرهای استان کرمانشاه همچون کرمانشاه، قصر شیرین، سرپل ذهاب، گیلانغرب، اسلام‌آباد غرب و دالاهو و استان  ایلام مانند ایوان، سرابله، آبدانان، دهلران، ملکشاهی، بدره و چوار دارد. بسیاری از مردم این شهرها دارای نسبت خویشاوندی با یکدیگر هستند.

## نام
نام شهر خانقین در گویش مردم بومی خانَقی (خانه‌قی) گفته می‌شود. محمد محمدی ملایری بر این باور است که نام خانقین در فارسی میانه دوخانَگ (دوخانه) بوده که پس از اسلام به آن شکل عربی داده و به‌جای واژه فارسی دو، پسوند عربی ین را به آن افزودند.

## جمعیت‌شناسی
در دهه‌های ۱۹۷۰، جمعیت شهر حدود ۱۷۵٬۰۰۰ نفر برآورد شده‌است، با این‌حال شمار دقیق جمعیت مشخص نیست، به‌دلیل تلاش‌های دولت عراق برای تغییر ترکیب جمعیتی این شهر.
بیشتر ساکنان خانقین کُرد هستند و به گویش‌های کلهری و گورانی سخن می‌گویند. از نظر مذهبی، بیشترشان مسلمان و عمدتاً پیرو مذهب شیعه هستند و بخشی نیز سنی‌اند. گروه‌هایی از کاکایی‌ها و سنجابی‌ها نیز در این شهر حضور دارند. افزون بر کُردها، گروه‌هایی از ترکمانان، عرب‌ها، یهودیان، مسیحیان، صابئیان و منداییان نیز در خانقین زندگی می‌کنند. به‌دلیل تنوع مذهبی و فرقه‌ای، شمار زیادی حسینیه متعلق به شیعیان و مسجد وابسته به اهل سنت در شهر وجود دارد. یک کلیسا نیز در شهر موجود است. کنیسه‌ای برای یهودیان نیز پیشتر در شهر بود که پس از تأسیس اسرائیل و مهاجرت یهودیان از خانقین، بسته شد.
در زمان صدام حسین و در پی سیاست عربی‌سازی او، شمار زیادی از مردم خانقین و روستاهای آن به جنوب عراق منتقل شدند و محله‌هایی عرب‌نشین از کوچیدگان عرب در خانقین درست شد. برای نمونه: محله «شعله» در ارکوازی، «۷ نیسان» در کاریز، الاشتراکیة در ملک‌شاه، «آبو عبیدة ابن الجراح» در عالی‌آبه، کویخا زوراب و «التآمیم» در توله‌فروش. در هر محله ۱۰۰ تا ۱۵۰ خانوار عرب مستقر شدند.

## پیشینه
شهر خانقین در ۱۵۵ کیلومتری شمال شرقی بعقوبه، مرکز استان دیاله واقع شده‌است و در گذشته به راه خراسان معروف بود. خانقین در در دوران آشوری‌ها و اکدی‌ها راه بازرگانی دولت بوده و از آنجا به عنوان محلی برای استراحت بازرگانان ایرانی و هندی استفاده می‌شد که رهسپار آنجا می‌شدند. همچنین جاده ابریشم پس از گذر از کرمانشاه و قصر شیرین از این شهر نیز می‌گذشته‌است.
حمدالله مستوفی در تاریخ ۷۴۰ ه‍.ق‍. خانقین را همراه با قصرشیرین و حلوان از بلاد عرب ذکر می‌کند 
در آغاز سدهٔ یازدهم میلادی، شهر خانقین تحت کنترل بنی عقیل و سپس عنازیان بود تا آنکه ابراهیم اینال حدود سال ۱۰۴۵ میلادی آن را تصرف کرد.
خانقین تا دههٔ ۱۸۵۰ میلادی بخشی از بابان بود.
در میانهٔ سدهٔ نوزدهم، جمعیت خانقین اندک بود و تنها پنجاه خانوار مسلمان و پنج خانوار یهودی در آن ساکن بودند، در حالی که جمعیت قابل توجهی از طوایف کرد در اطراف شهر زندگی می‌کردند. شهر دارای سه مسجد و سه کاروان‌سرا بود. خانقین تا پیش از عهدنامه ارزنه‌الروم در سال ۱۸۴۷، تنها ایستگاهی برای کاروان‌های زیارت شیعیان محسوب می‌شد؛ اما پس از آن به یکی از شهرهای مرزی مهم میان امپراتوری عثمانی و ایران قاجار بدل شد. پس از امضای این معاهده، دفتری برای ثبت مهاجرت در شهر تأسیس شد تا رفت‌وآمد زائران را سامان دهد. اندکی بعد، گمرکی نیز در شهر ساخته شد.
در جریان کارزار ایران در جنگ جهانی اول، نیروهای امپراتوری عثمانی در روز ۳ ژوئن ۱۹۱۶ در نبرد خانقین از سوی نیروهای امپراتوری روسیه به رهبری نیکلای باراتوف هدف حمله قرار گرفتند، اما موفق شدند سواره‌نظام روس را عقب برانند. با اینکه عثمانی‌ها حدود ۳۰۰ نفر از نیروهای خود را از دست دادند، تلفات روس‌ها بیشتر بود. با این حال، روس‌ها در آوریل ۱۹۱۷ و به‌دلیل ضعف نیروهای عثمانی و فروپاشی دولت ایران، شهر را تصرف کردند. روس‌ها از حمایت طوایف کرد بهره‌مند شدند و ادارهٔ منطقه را به آنان سپردند، اما پس از انقلاب روسیه در ژوئن ۱۹۱۷، ناچار به عقب‌نشینی از شهر شدند و عثمانی‌ها بار دیگر کنترل شهر را به دست گرفتند. در دسامبر همان سال، بریتانیا در جریان کارزار میان‌رودان شهر را تصرف کرد. پس از تصرف شهر، بریتانیا برای تحکیم کنترل خود با طوایف کرد منطقه از جمله باجلان و رهبر آن مصطفی پاشا باجلان وارد مذاکره شد. ناحیه خانقین در سال ۱۹۲۱ تأسیس شد.
در طول جنگ جهانی دوم، نبردی در خانقین روی نداد، اما شهر به پایگاهی مهم برای نیروهای قلمرو همسود تبدیل شد و یک بیمارستان صحرایی نیز در آن ایجاد شد. در سپتامبر ۱۹۴۲، شمار زیادی از اسیران جنگی لهستانی که از روسیه گریخته بودند، وارد شهر شدند تا به نیروهای همسود بپیوندند. بسیاری از آنان در شهر ماندند و برخی نیز جان باختند، از این رو گورستانی در شهر برایشان ساخته شد. نگهداری از گورستان جنگی خانقین بعدها رها شد و بنای یادبودی در بغداد ساخته شد. در سال ۲۰۲۰، این گورستان از سوی «تندروها» آسیب دید.
در جریان جنگ ایران و عراق در دههٔ ۱۹۸۰، شهر هدف حملات توپخانه‌ای ایران قرار گرفت و ساکنان آن آواره شدند.
پیشمرگ‌ها در مارس ۱۹۹۱ در جریان شورش ۱۹۹۱ عراق و بار دیگر در آوریل ۲۰۰۳ در جریان تهاجم ۲۰۰۳ به عراق شهر را تصرف کرد. در انتخابات مجلس عراق (دسامبر ۲۰۰۵)، ائتلاف میهنی دموکراتیک کردستان با ۹۹٫۴٪ آرا در شهر پیروز شد. در همان سال، ساکنان شهر در اعتراض خواستار الحاق خانقین به اقلیم کردستان عراق و تحت کنترل اتحادیه میهنی کردستان شدند.
در سپتامبر ۲۰۰۸، نیروهای پیشمرگه از شهر عقب‌نشینی کردند و کنترل آن به پلیس عراق سپرده شد. این جابه‌جایی موجب اعتراض‌هایی در شهر شد. در چارچوب یک سازش، مقرر شد که اقلیم کردستان ادارهٔ شهر را بر عهده بگیرد و نیروهای آسایش در آن حضور داشته باشند، اما در نهایت، نیروهای پیشمرگه در سپتامبر ۲۰۱۱ بار دیگر وارد شهر شدند. پیشمرگه‌ها مجدداً در اکتبر ۲۰۱۷ از شهر خارج شدند که این امر باعث افزایش رخدادهای امنیتی در منطقه گردید.
شهر خانقین امروزه به عنوان یکی از مناطق مورد بحث و جدال میان دولت مرکزی عراق و دولت سرزمین کردستان عراق به‌شمار می‌آید و ادارات دولتی این شهر بعد از سقوط رژیم سابق عراق در سال ۲۰۰۳ توسط دولت اقلیم کردستان عراق اداره می‌شود.

## مراکز آموزش عالی
در حال حاضر دو مرکز آموزش عالی در خانقین فعالیت می‌کند:
- دانشکدهٔ هنر (ادبیات)، وابسته به دانشگاه بغداد، ۲۰۰۴. وبسایت
- مؤسسهٔ آموزش تربیت بدنی خانقین، ۲۰۰۴. دربارۀ مؤسسه

## پل الون
پل الون در مرکز شهر خانقین و بر روی رودخانه الوند واقع است که از کوه‌های دالاهو در کرمانشاه سرچشمه گرفته و پس از گذر از سرپل ذهاب و قصرشیرین وارد استان دیاله در بخش کردنشین عراق می‌شود و نام رودخانه دیاله به خود می‌گیرد.
ساسانیان در آن دوران به علت سیلاب‌های شدید این پل را که از ۲۴ پایه تشکیل شده‌است بنیاد کردند و تا دوران یاقوت حموی نیز این پل پابرجا بوده‌است.
این پل در دوران ساسانی‌ها بدین شیوه کنونی نبوده، بلکه پهنای این پل ۱۵۰ متر و ارتفاع آن از سطح زمین ۶ متر بوده‌است.

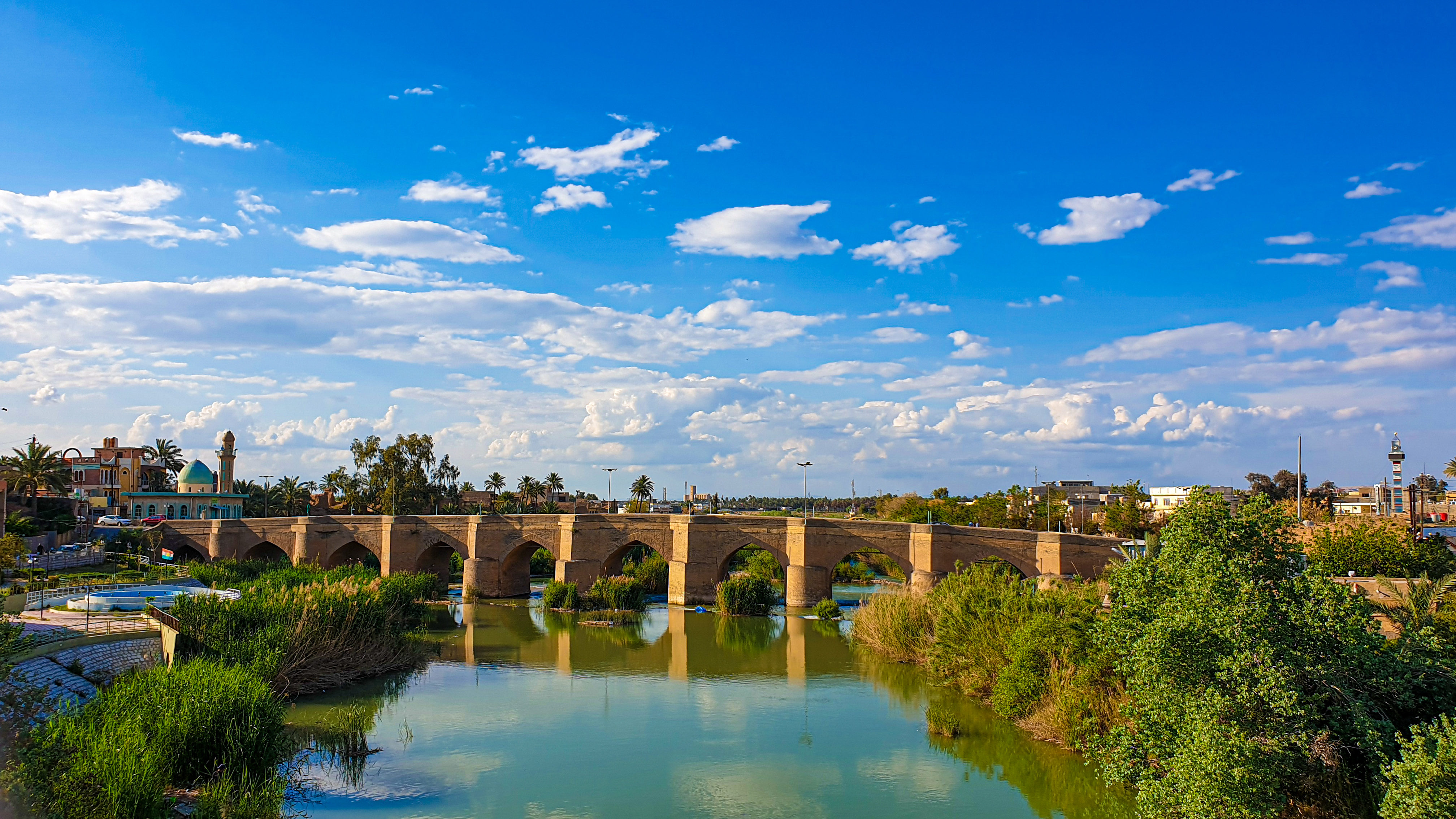
پل الون بر روی رودخانه الوند

بر پایهٔ منابع تاریخی برای نخستین بار پل اَلوَن ۱۶۰۰ سال پیش در شهر خانقین ساخته شد و بعد از تخریب آن بار دیگر در سال ۱۸۶۰ توسط خواهر محمدعلی میرزای دولتشاه، والی سابق کرمانشاه مرمت و بازسازی شد. وی در سال ۱۸۵۵ برای زیارت اماکن مقدس شیعیان در کربلا و نجف اشرف راهی خانقین شد، اما در آن سال با سیلاب سختی مواجه شده و تصمیم می‌گیرد هزینه سفر خود را به علاوهٔ هزینه‌ای بیشتر برای ساخت پلی در خانقین صرف کند. وی شماری معمار اصفهانی را با خود به خانقین آورد و با استفاده از چوب گردوی واردشده از کرمانشاه این پل ساخته شد.